# Козацькі клейноди
Клейно́ди (нім. Kleinod — «скарб, коштовність») — відзнака, атрибути і символи військової та цивільної влади й окремих військових і цивільних урядів в Україні у XV—XVIII століттях.

## Види клейнодів
Клейноди були військові (державні), січові, полкові, паланкові, сотенні, курінні тощо.
Військові (державні) клейноди належали усьому війську (державі) і вручалися обраній на відповідну військову (державну) посаду старшині.
Так само січові, полкові та інші клейноди належали тому чи іншому утворенню і вручалися обраній військовій і цивільній старшині.
По закінченні терміну клейноди передавалися новообраній старшині або зберігалися до обрання у Генеральній канцелярії, січовій церкві, скарбниці тощо.
Окремі клейноди:
- булава — відзнака гетьманської влади та кошового отамана на Січі;
- бунчук — відзнака гетьмана і кошового, зберігалася у бунчужного;
- корогва — військова відзнака, зберігалася у хорунжого;
- каламар — символ влади писаря;
- печатка — військова, січова, полкова або сотенна — зберігалася у генерального чи полкового судді, а сотенна — у сотника;
- литаври — військові клейноди, що знаходилися у довбиша[1];
- гармати — загальновійськові клейноди, що були у віданні генерального чи полкового обозного, а на Січі — у пушкаря;
- сурми — військовий, полковий та січовий клейнод під віданням сурмача;
- пернач або шестопер — відзнака полковника полку і паланки;
- значок — заступав у будні корогву військову та полкову, відзнака сотні, куреня;

## Бунчук

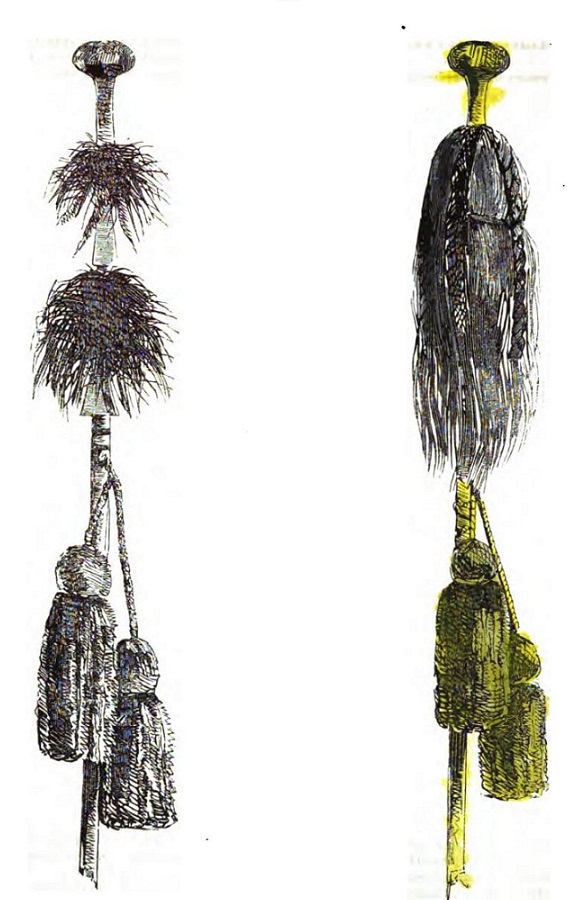
Бунчуки українських козаків

Козацький бунчук був зроблений з насилених один на один кінських хвостів, пофарбованих в червоний колір, зверху бунчука була сплетена з чорно-червоного волосся шапочка, з-під якої йшли такого ж кольору сплетені коси, які, в свою чергу, переплітались нижче з волоссям хвоста. Зверху на чверть ліктя вище була прикріплена позолочена латунна «галка». Гетьманський бунчук мав довжину 4 лікті, а інколи й більшу.
Бунчуки запорожців були також, але замість червоно-чорного кольору вони вживали червоно-білий.
Від 1647 р. за Богдана Хмельницького, вживав на своїх бунчуках замість чорного кольору білий і були запроваджені також менші бунчуки, які були надані наказному гетьманові, до бунчуків почали прив'язувати два срібні кутаси на срібних шнурах, які прив'язували від «галки» і вони спадали нижче довжини хвостів.
Козацькі бунчуки означали владу і перемогу над невірними.
Під час війни бунчуки ставили в таборі перед наметами старшини. Була також посада: бунчужний, в його обов'язок входило стерегти бунчуки та носити їх під час урочистостей. При генеральному бунчужному були бунчужні, які без оплати носили малі бунчуки під час урочистостей, а під час війни товариші бунчужні йшли відразу за гетьманом і могли виконувати дрібні доручення.
Генеральні бунчужні і його бунчужні товариші носили соболеві шуби з рукавами, покриті оксамитом і шовкові каптани вишиті на грудях золотом. На Запоріжжі таких спеціальних урядовців не було, бунчуки носили хорунжі.

## Булава
Булави, як і бунчуки поділялися на великі і малі, на пірначі або шестопери.
Гетьманська булава мала ручку з горіхового або іншого твердого дерева на яку була посаджена голова в вигляді кулі, овалу або шестопера, вона була позолочена і оздоблена коштовним камінням, буквами та гербами. Часто на них був напис кому належала та ким дарована або цитати з Біблії. Булава Мазепи була оздоблена його гербом, булава Самойловича цифрами. Ручка на кінці була оправлена в срібло, інколи різьблена. Інколи булава була повністю лита з срібла, оздоблена перлами та коштовним камінням, такі отримав Богдан Хмельницький від Яна Казимира та турецького султана. Дорошенко отримав таку булаву від кримського хана.
Деякі гетьмани мали кілька булав і вживали їх в залежності від значення урочистості. Булаву гетьман носив в руці.
Полковники мали свою булаву пірнач або шестопер, відрізнялися вони від гетьманських меншими розмірами і шестиграною формою. Кожний полковник зобов'язаний був завжди мати з собою шестопер і носили вони його завжди за поясом.

Запорозькі отамани мали також подібні булави або шестопери, які поділялися на великі і малі, великі були срібні, а малі залізні. Пірначі мали на Запоріжжі курінні отамани та полковники.
| |  |  |
| Набір з чотирьох срібних пам`ятних монет "Козацькі клейноди", випущений Національним банком України в 2021 році |  |  |

## Хоругва
Хоругви були шовкові яскравих кольорів, найчастіше червоного, з одного боку було зображення архангела чи когось зі святих, а з іншого хрест з списом та з написом, до якого полку належала корогва, ким і коли надана. Були на козацьких корогвах святі, які вважалися покровителями козацького війська, ангели, вогняні мечі.
Після поділу князем Рожинським козацького війська на полки і сотні, кожний полк і сотня отримали свою корогву, на яких частіше всього були герби повітів, орли, леви, мечі[джерело?].
Корогви сотень (значок) були трикутні з назвою сотні. Баторій подарував запорозькому та українському лицарству шовкові малинові корогви з срібним орлом. А війську подарував велику корогву, яка перебувала при гетьманові, корогва гетьмана називалася мала корогва. Кожному новому гетьманові польські королі, починаючи від Баторія посилали в дарунок нову корогву, останню отримав Богдан Хмельницький 16.02. 1649.
Запорожці мали свої корогви по куріннях та кожна сотня мала також свої (значок).
Гетьманська артилерія мала окремі корогви та полкові міста мали також свої корогви. Артилерія мала червону тканину з гарматою і трьома кулями, полкові міста мали зображення полкових гербів.
Корогви носили хорунжі. При генеральному військовому хорунжому завжди знаходилася кінна коменда, яка отримувала платню з каси війська та завжди знаходилася в гетьманській столиці.
Йосиф Богдан Залеський: на малинових (темно-амарантових) корогвах отаманських був срібний Архангел Михаїл, якого люд називав просто Білий ангел.

## Печатки війська
Печатки знаходилася при гетьманах та отаманах, а булаву давали при обрані гетьмана.
Печатка: лицар в шапці набакир, з мушкетом на плечі, з шаблею та козацьким рогом. Печатка запорожців відрізнялася тим, що біля козака була ще зображена могила (курган) зі списом на ній, що означало прикордонну службу запорожців. Ці печаті були надані Баторієм. Крім того, кожний полк на Запоріжжі мав свою печатку.

## Сурма та литаври

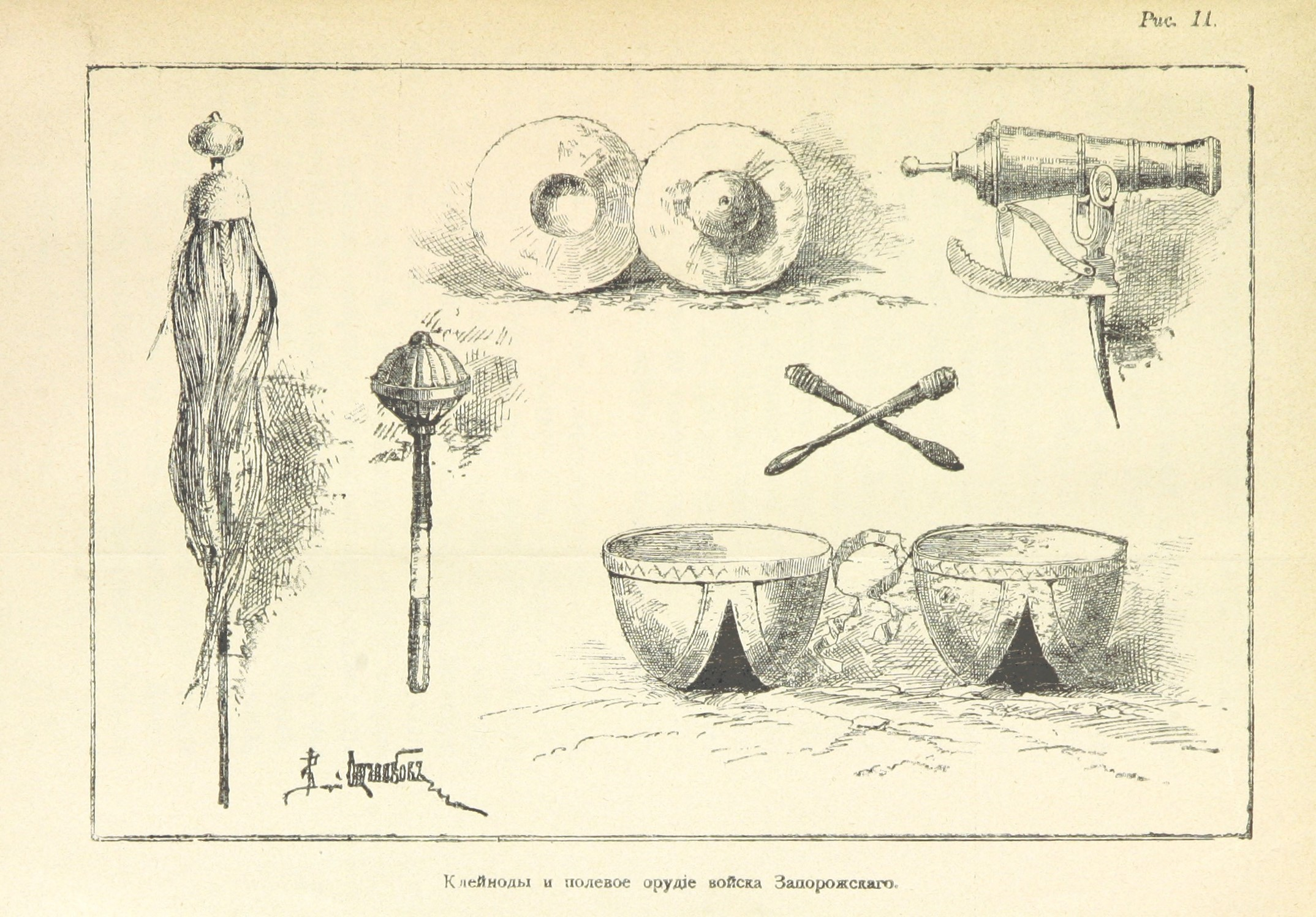
Литаври серед клейнодів

Сурма — старовинний дерев'яний духовий музичний інструмент; грали на ньому «сурмачі». Має східне походження (пор. сурнай, зурна). Використовувався як військовими музиками.
В українській літературі дуже часто плутають сурму з трубою. А проте це зовсім неправильно. Сурма, як бачимо, гобоєподібний інструмент, а труба — амбушурний. У ті часи, коли ці інструменти були у вжитку в Україні, відмінність між ними завжди виразно підкреслювалась.
У полковій козацькій музиці сурмачів і трубачів завжди називали окремо. В одній з українських дум сурма зветься «військовою суремкою». У цій самій думі вона має епітет «тонкая».